# Janus Robberts
Janus Robberts (ur. 10 marca 1979 w Louis Trichardt) – południowoafrykański lekkoatleta specjalizujący się w pchnięciu kulą, dwukrotny uczestnik letnich igrzysk olimpijskich (Sydney 2000, Ateny 2004).

## Osiągnięcia
- srebro mistrzostw świata juniorów (Annecy 1998)
- srebrny medal igrzysk afrykańskich (Johannesburg 1999)
- 7. miejsce podczas igrzysk olimpijskich (Sydney 2000)
- srebro igrzysk wspólnoty narodów (Manchester 2002)
- 5 medali mistrzostw Afryki (w tym jeden złoty w rzucie dyskiem)
- 4. lokata na pucharze świata (Madryt 2002)
- złoty medal igrzysk wspólnoty narodów (Melbourne 2006)

## Rekordy życiowe
- pchnięcie kulą – 21,97 (2001) były rekord Afryki, rekord Południowej Afryki, najlepszy wynik na świecie w 2001
- pchnięcie kulą (hala) – 21,47 (2001) były rekord Afryki
- rzut dyskiem – 62,37 (2002)